# Robert Baden-Powell
Robert Stephenson Smyth Baden-Powell, Nam tước Baden-Powell OM, GcMG, GCVO, KCB, sinh ngày 22 tháng 2 năm 1857 và mất ngày 8 tháng 1 năm 1941, còn được gọi là BP, là trung tướng trong Quân đội Anh, nhà văn và đặc biệt là người sáng lập ra phong trào Hướng đạo Thế giới.
Sau khi tốt nghiệp Charterhouse School, Baden-Powell nhập ngũ Anh vào 1876 và được đưa sang Ấn Độ và Châu Phi. Ông còn phục vụ 3 năm trong Sở Mật vụ Anh. Vào 1899, giữa cuộc chiến tranh chống người Boer ở Nam Phi, Baden-Powell đã phòng thủ thành công ở thành Mafeking. Ông xuất ngũ năm 1910.
Baden-Powell là một họa sĩ và tác giả có nhiều tác phẩm. Một vài quyển sách dùng trong quân đội của ông, viết về do thám và trinh sát, được nhiều thiếu niên tìm đọc. Dựa vào những quyển trước, ông viết "Hướng đạo cho trẻ em", xuất bản năm 1908. Trong thời gian viết, ông kiểm tra ý tưởng của mình qua việc tổ chức một cuộc cắm trại đầu tiên trên Đảo Brownsea vào 1907. Buổi cắm trại được xem như mở đầu của phong trào Hướng đạo thế giới.
Sau khi kết hôn với Olave St Clair Soames, ông bà và em gái của ông, Agnes Baden-Powell đã cống hiến hết mình để phát triển phong trào Hướng đạo cũng như phong trào Nữ Thiếu sinh Hướng đạo thế giới. Baden-Powell sống những năm cuối đời ở ở Nyeri, Kenya, nơi ông mất vào năm 1941.

## Tiểu sử

### Thiếu thời
Robert Baden-Powell chào đời ở số 9 đường Stanhope, phố Paddington ở Luân Đôn vào năm 1857. Ông là người con trai thứ 7 trong gia đình có tám con trai trong 10 đứa con kể từ cuộc hôn nhân thứ ba của Mục sư Baden-Powell (22 tháng 8 năm 1796 – 11 tháng 6 năm 1860), một giáo sư người Savilian dạy hình học ở Đại học Oxford. Cha của ông mất từ lúc ông lên 3 tuổi, và để tưởng nhớ người cha quá cố, họ của ông đổi từ Powell thành Baden-Powell. Ông lớn lên trong vòng tay của mẹ, bà Henrietta Grace Powell (nhũ danh Smyth) (3 tháng 9 năm 1824 – 13 tháng 10 năm 1914), trưởng nữ của Đô đốc William Henry Smith (1788 - 1865). Bà vốn là một người phụ nữ mạnh mẽ và kiên nghị với quyết tâm giúp đỡ các con của bà trở thành những công dân hữu ích cho xã hội. Baden-Powell nói về bà năm 1933: "Toàn bộ bí quyết thành nhân của tôi đến từ mẹ tôi."
Sau khi học trường trung học Rose Hill, Tunbridge Wells, trong lúc người anh mà ông yêu mến nhất là Augustus qua đời, Baden-Powell nhận được học bổng vào Charterhouse, một trường trung học công danh tiếng. Lần đầu ông được biết tới các kỹ thuật trinh sát là trong những lần trốn học chơi đuổi bắt và nấu ăn trong khu rừng gần trường mặc dù điều đó là vi phạm nghiêm trọng nội quy nhà trường. Ông cũng chơi piano và violon, là một nghệ sĩ thuận cả hai tay và ưa thích diễn kịch. Những ngày lễ nghỉ của ông thường là những cuộc thám hiểm bằng thuyền và canô chung với anh em của ông.

### Sự nghiệp trong quân đội
Năm 1876, Baden-Powell gia nhập binh đoàn Hussars thứ 13 ở Ấn Độ với hàm Trung úy. Ông rèn luyện kỹ năng trinh sát của mình trong bộ lạc người Zulu vào đầu thập niên 1880 ở tỉnh Natal, Nam Phi, nơi trung đoàn của ông đóng quân và là nơi ông được thưởng giải thưởng Mentioned in Despatches (MID). Trong những cuộc hành trình của mình, ông đã đi qua một xâu chuỗi lớn được vua Zulu Dinizulu đeo, điều mà về sau ông đem vào chương trình huấn luyện Bằng Rừng về sau. Những kỹ năng của ông đã làm cấp trên ấn tượng và thăng cho ông lên cấp hàm Brevet Major như là Thư ký Quân sự và Phụ tá cao cấp (Military Secretary and senior Aide-de-camp) của Tổng tư lệnh kiêm thống đốc Malta, người bà con của ông, Tướng Henry Augustus Smyth.
Baden-Powell được điều đến làm việc tại Malta như là một sĩ quan tình báo phụ trách vùng Địa Trung Hải của Sở Mật vụ Anh trong 3 năm. Ông thường xuyên giả trang thành người sưu tập bướm, giấu những tài liệu quân sự mật trong các bộ sưu tập bướm của mình. Sau đó, ông đã lãnh đạo thành công một chiến dịch quân sự ở Ashanti. Năm ông 40 tuổi, ông được thăng chức làm trưởng đội kỵ binh số 5 vào năm 1897 ở Ấn Độ. Vài năm sau ông viết một quyển sách: "Trợ giúp trinh sát" (Aids to scouting), một bảng tổng hợp những bài viết về trinh sát trong quân đội, dùng để huấn luyện tân sinh. Nhờ vào quyển này và một số phương pháp khác, ông đã có thể giúp họ suy nghĩ độc lập, thực hành ý kiến của mình và sinh tồn nơi hoang dã.

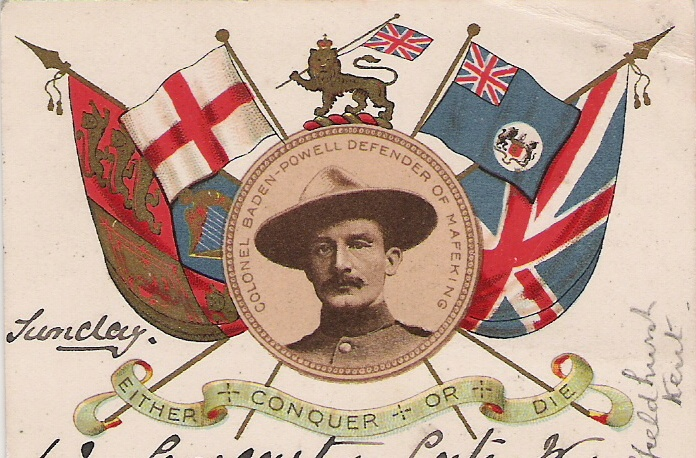
Baden Powell trên một bưu thiếp cổ vũ ái quốc vào năm 1900

Ông trở về Nam Phi vào giữa Đệ nhị Chiến tranh Boer. Nhiệm vụ của ông là đánh trả người Zulu. Bấy giờ ông đã là đại tá trẻ nhất trong quân đội Anh. Ông chịu trách nhiệm tổ chức một nhóm người địa phương để hỗ trợ tiền tuyến. Trong lúc đó, ông bị bao vây ở thành Mafeking bởi 8000 người Boer. Mặc dù bị thua thiệt về quân số, thành Mafeking đã đứng vững trong 217 ngày. Những bãi mìn giả được dựng lên và quân của ông được lệnh phải giả bộ đi tránh hàng rào kẽm gai xung quanh thành. Baden-Powell đã gần như tự làm công việc trinh sát.
Trong cuộc vây hãm đó, một nhóm các thiếu niên chưa đến tuổi quân ngũ đã được sử dụng để canh gác, liên lạc, cứu thương và nhiều thứ khác nữa, giải phóng những người lớn khác ra tiền tuyến. Mặc dù Baden-Powell đã không tự mình lập ra nhóm thiếu niên này, và cũng chẳng có bằng chứng nào cho thấy ông chú ý đến nhóm này, ông đã thật sự ấn tượng trước lòng quả cảm và sự điềm tĩnh của họ trên chiến trường. Do đó ông dùng hình ảnh những thiếu niên đó làm tấm gương sáng trong chương đầu tiên của Hướng đạo cho nam (Scouting for Boys). Cuộc vây hãm thành Mafeking kết thúc ngày 16 tháng 5 năm 1900. Sau khi được thăng chức trung tướng, Baden-Powell trở thành người hùng dân tộc. Sau khi thành lập Sở Cảnh sát Nam Phi, ông trở về Anh làm thanh tra của kỵ binh vào 1903.
Mặc dù ông có cơ hội rất cao làm Tổng tư lệnh nhưng Baden-Powell quyết định giải ngũ vào 1910 với chức Trung tướng theo lời khuyên của vua Edward VII. Edward VII cho rằng Baden-Powell có thể phục sự đất nước nhiều hơn bằng cách phát triển phong trào Hướng đạo.
Trong cơn bùng phát của Thế chiến thứnhất năm 1914, Baden-Powell tự rời khỏi Bộ Chiến tranh. Lord Kitchener nhận xét: "Ông có thể giao lại nhiệm vụ của ông cho nhiều người khác thích hợp nhưng không có ai có thể thay thế ông trong những quyển sách Hướng đạo vô giá".. Người ta đồn rằng ông tham gia vào công tác tình báo và các sĩ quan tình báo tìm cách khắc sâu và nuôi dưỡng huyền thoại này một các cẩn thận.

### Cuộc sống gia đình

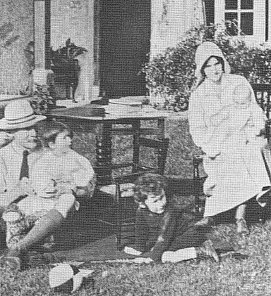
Baden-Powell và vợ và 3 người con, năm 1917

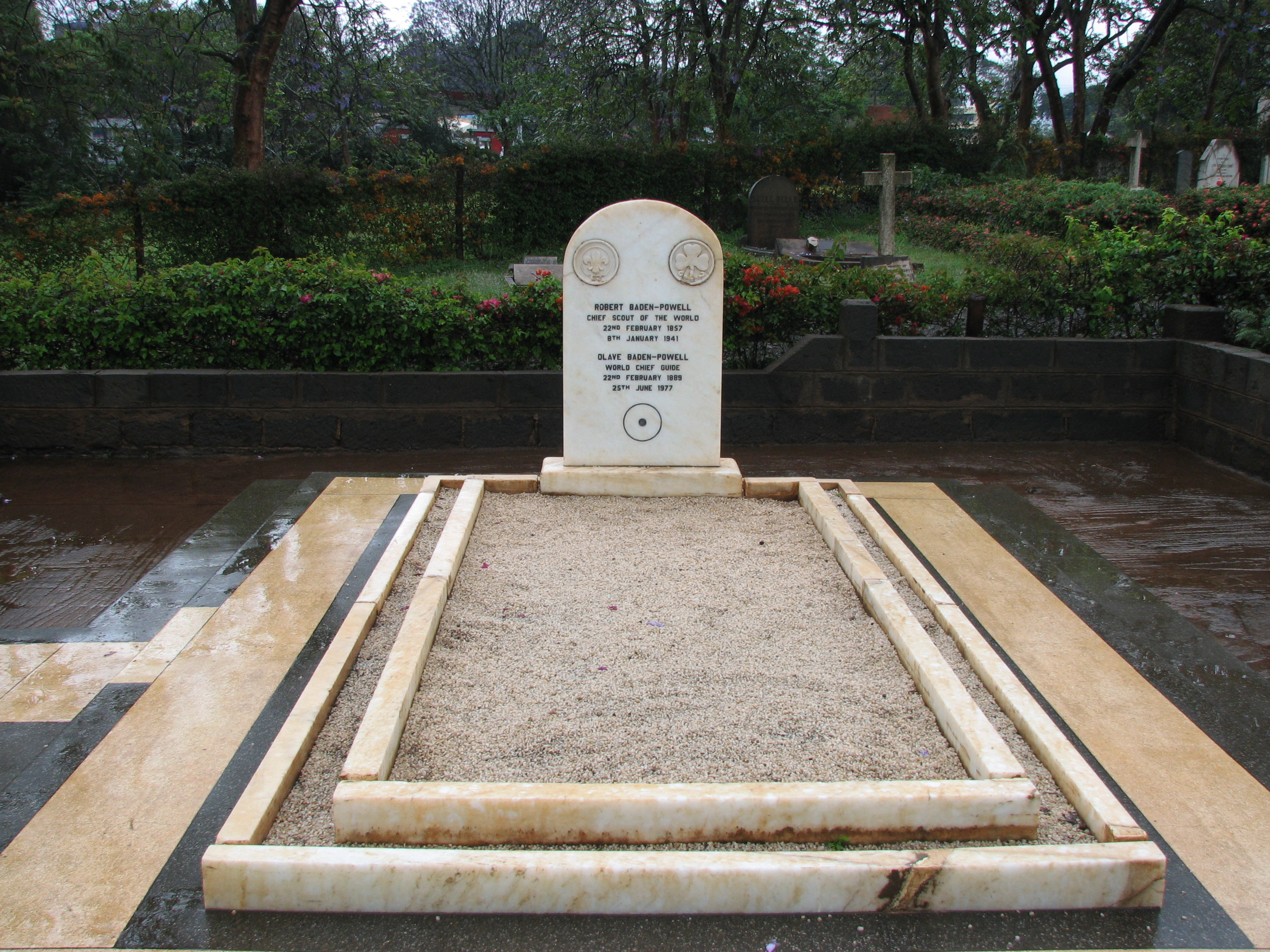
Mộ phần vợ chồng Baden-Powell tại nghĩa trang Nyeri, Kenya

Vào tháng 1 năm 1912, Baden-Powell gặp một người phụ nữ có khả năng làm người vợ tương lai của ông, Olave St Clair Soames, khi ông đang trên tàu Arcadia để tới New York để truyền bá Hướng đạo. Lúc đó Olave chỉ mới 23 tuổi còn Baden-Powell thì những 55 tuy rằng họ có cùng ngày sinh. Đó không phải là một độ tuổi thích hợp cho hôn nhân thời đó. Họ đính hôn vào tháng 9 cùng năm và trở thành một đề tài cho báo chí vì sự nổi tiếng của Baden-Powell. Để tránh sự phiền toái của báo chí, họ tổ chức kết hôn trong bí mật vào ngày 30 tháng 10 năm 1912. Mỗi hướng đạo sinh Anh đóng góp 1 xu để mua quà cưới cho Baden-Powell: một chiếc xe hơi.
Baden-Powell là bạn của Juliette Gordon Low, người sáng lập Hội nữ Hướng đạo Mỹ và đã động viên cô đi truyền bá Hướng đạo khắp nước Mỹ.
Baden-Powell và Olave sống ở Pax Hill từ 1919 tới 1939. Ngay sau khi kết hôn, Baden-Powell đã phải đối mặt với những vấn đề về sức khoẻ. Ông bị chứng đau đầu dai dẳng, mà theo bác sĩ là bệnh thần kinh và chữa trị bằng cách giải mộng (dream analysis). Cơn đau đầu giảm dần sau khi Baden-Powell đổi sang phòng ngủ tạm thời ngoài ban công. Năm 1934, tình trạng này chấm dứt. Năm 1939, ông sống ở Kenya trong căn nhà hồi trước ông làm việc để dưỡng sức. Ông mất vào ngày 8 tháng 1 năm 1941 và được chôn ở Nyeri, Kenya gần núi Kenya. Tấm bia trên mộ ông có hình một vòng tròn và một dấu chấm ở giữa mang ý nghĩa "đã kết thúc".
Khi vợ ông, bà Olave, mất, tro của bà được gửi đến để chôn kế bên chồng bà ở Kenya. Chính phủ Kenya đã công nhận mộ Baden-Powell như một di tích lịch sử.
Baden-Powell có ba người con: 1 trai và 2 gái

## Các giải thưởng
Vào 1937, Baden Powell được nhận Huân chương Công trạng, một trong những giải thưởng riêng biệt nhất của Anh, và ông cũng nhận được 28 huân chương của những nứơc khác.
Sói Đồng, huân chương của Tổ chức Phong trào Hướng đạo Thế giới dành cho những công lao đặc biệt, được trao lần đầu cho Baden Powell. Ông cũng là người đầu tiên nhận giải thưởng Trâu Bạc, giải thưởng cao nhất của Hội Hướng đạo sinh Mỹ, vào năm 1926.
Ông được đề cử giải Nobel Hoà bình năm 1939 nhưng không được nhận giải vì hội đồng xét duyệt giải Nobel tuyên bố năm đó không có giải Nobel hoà bình do diễn ra chiến tranh thế giới lần 2.

## Phong trào Hướng đạo

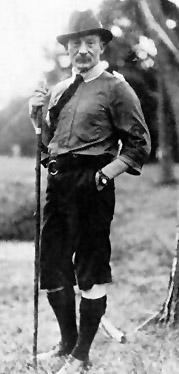
Robert Baden-Powell năm 1907 trên đảo Brownsea Island

Khi thế kỷ 19 trôi đi, kỹ thuật Hướng đạo bắt đầu được nhiều bộ phận của các lực lượng quân sự áp dụng khi mà cách chiến đấu trong chiến tranh và trong các trận đánh đã thay đổi. Trinh sát viên Mỹ, Frederick Russell Burnham đã mang kỹ thuật Hướng đạo sang Phi Châu và trong Đệ nhị Chiến tranh Matabele ông đã giới thiệu nó cho Robert Baden-Powell, người sáng lập ra phong trào Hướng đạo. Baden-Powell trước tiên bắt đầu hình thành ý tưởng của ông cho một chương trình huấn luyện thanh niên về kỹ thuật Hướng đạo trong khi thực hiện nhiệm vụ trinh sát với Burnham tại Matobo Hills, Matabeleland (hiện tại là một phần của Zimbabwe).
Trong chuyến trở về từ châu Phi, Baden-Powell nhận ra quyển sách huấn luyện quân đội của ông, "Trợ giúp trinh sát" (Aids to Scouting) đã trở thành một trong những quyển bán chạy nhất thời đó và đang được sử dụng rộng rãi trong nhà trường và các tổ chức đoàn thể. Sau 1 cuộc gặp với trưởng Lữ đoàn Nam, Sir William Alexander Smith, Baden-Powell đã quyết định viết lại quyển Aids to Scouting cho phù hợp hơn với thiếu niên. Năm 1907 ông tổ chức buổi đi trại đầu tiên cho 20 thiếu niên từ nhiều tầng lớp xã hội để kiểm nghiệm tính thực tiễn của ý tưởng mình. Baden-Powell cũng chịu ảnh hưởng lớn từ Ernest Thompson Seton, người sáng lập Hội thủ công người Da Đỏ khi họ gặp nhau năm 1906. Scouting for Boys sau đó được in những 6 lần chỉ riêng trong năm 1908 và bán được hơn 150 triệu bản, được xếp hạng thứ 4 trong số những sách bán chạy nhất thế kỷ 20. Nhiều thiếu niên cả nam và nữ tự động thành lập những đội Hướng đạo và phong trào Hướng đạo phát triển mạnh mẽ, bắt đầu từ 1 quốc gia rồi lan ra bao trùm cả thế giới. Phong trào Hướng đạo từng phát triển song song với Lữ đoàn nam. Một đại hội Hướng đạo sinh được tổ chức ở Luân Đôn năm 1909, chính tại đây Baden-Powell thấy người nữ hướng đạo sinh đầu tiên. Phong trào Hướng đạo Nữ được thành lập năm sau đó dưới sự bảo hộ của em gái của Baden-Powell, bà Agnes Baden-Powell.
Năm 1920, Trại Họp bạn Hướng đạo Thế giới lần thứ nhất được tổ chức ở Olympia và Baden-Powell được tôn làm Thủ lĩnh Hướng đạo Thế giới. Ông được phong chức Nam tước xứ Gilwell vào ngày 17 tháng 9 năm 1929. Công viên Gilwell trở thành nơi huấn luyện huynh trưởng Hướng đạo của thế giới.
Năm 1929, trong kỳ Trại Họp bạn Hướng đạo Thế giới lần thứ 3, ông nhận được hai món quà: 1 chiếc Rolls-Royce và 1 nhà trên xe hiệu Eccles Caravan. Hai chiếc xe này là thành quả của tiền tiết kiệm hàng triệu hướng đạo sinh trên thế giới. Chúng đã giúp đỡ Baden-Powell rất nhiều trong những chuyến đi châu Âu sau này.
Nhờ vào những nỗ lực của ông, tới năm 1922 đã có trên 1 triệu hướng đạo sinh ở 32 quốc gia, năm 1939 con số này là hơn 3.3 triệu.
Trong bức thư cuối cùng gởi các hướng đạo sinh, Baden-Powell viết:
| “ | Tôi đã có một cuộc sống rất hạnh phúc, tôi mong muốn mỗi người trong các bạn cũng có một cuộc sống hạnh phúc như tôi. Tôi tin rằng Thượng đế đặt chúng ta vào thế giới tươi đẹp này để chúng ta được hạnh phúc và thụ hưởng cuộc sống. Hạnh phúc không đến từ tiền bạc, cũng không bởi những thành đạt trong nghề nghiệp, càng không đến từ cuộc sống phóng túng. Khi còn ở tuổi niên thiếu, càng sống hạnh phúc các bạn càng trở nên lành mạnh hơn và vững vàng hơn, hầu cho các bạn có thể trở nên con người hữu ích và biết hưởng thụ cuộc sống khi thành niên. Học biết về thiên nhiên sẽ dạy cho các bạn biết thế giới mà Thượng đế dựng nên cho các bạn thụ hưởng là tốt đẹp và tuyệt vời biết bao. Hãy thỏa lòng với những gì các bạn đang có và cố biến nó thành những điều tốt đẹp nhất. Hãy nhìn xem khía cạnh tươi sáng của sự việc thay vì cứ chăm chú vào mặt tiêu cực của nó. Hãy nhận biết rằng con đường dẫn đến niềm hạnh phúc thật là làm cho người khác hạnh phúc. Hãy sống như thế nào để khi lìa đời các bạn thấy thế giới đã trở nên tốt đẹp hơn khi các bạn sinh ra, và các bạn có thể từ biệt thế gian trong hạnh phúc vì biết mình đã không phí phạm thì giờ nhưng đã cố hết sức mà sống một cuộc đời xứng đáng. "Khá dọn mình" để có thể sống hạnh phúc và chết hạnh phúc – và hãy luôn buộc mình vào Lời hứa Hướng đạo – ngay cả khi các bạn không còn là hướng đạo sinh – nguyện Thượng đế giúp chúng ta làm trọn ước nguyện này. | ” |

## Tác phẩm

### Sách quân đội
- 1884: Reconnaissance and Scouting
- 1885: Cavalry Instruction
- 1889: Pigsticking or Hoghunting
- 1896: The Downfall of Prempeh
- 1897: The Matabele Campaign*1899: Aids to Scouting for NCO's and Men
- 1900: Sport in War
- 1901: Notes and Instructions for the South African Constabulary
- 1914: Quick Training for War

### Sách Hướng đạo
- 1908: Scouting for Boys
- 1909: Yarns for Boy Scouts
- 1912: Handbook for Girl Guides (đồng tác giả với Agnes Baden-Powell)
- 1913: Boy Scouts Beyond The Sea: My World Tour
- 1916: The Wolf Cub's handbook
- 1918: Girl Guiding
- 1919: Aids To Scoutmastership
- 1921: What Scouts Can Do
- 1922: Rovering to Success
- 1929: Scouting and Youth Movements
- 1935: Scouting Round the World

### Sách khác
- 1905: Ambidexterity (co-authored with John Jackson)
- 1915: Indian Memories
- 1915: My Adventures as a Spy[30]
- 1916: Young Knights of the Empire: Their Code, and Further Scout Yarns[31]
- 1921: An Old Wolf's Favourites
- 1927: Life's Snags and How to Meet Them
- 1933: Lessons From the Varsity of Life
- 1934: Adventures and Accidents
- 1936: Adventuring to Manhood
- 1937: African Adventures
- 1938: Birds and beasts of Africa
- 1939: Paddle Your Own Canoe
- 1940: More Sketches Of Kenya